# David Miller
David Miller (San Diego, Estados Unidos, 14 de abril de 1973) é um tenor estadunidense e membro do quarteto de ópera pop Il Divo.
David Miller nasceu no dia 14 de abril de 1973 na cidade turística de San Diego, na Califórnia, mas foi em Littleton, Colorado, onde cresceu e percebeu que tinha um grande que investiu nele: a voz. Graduando-se Conservatório de Oberlin, em Ohio, onde o percurso ao lado de um mestre vocal teatral.
A estreia, com opiniões muito bom e muito sucesso, com a ópera brasileiro em La Scala de Milão, em 2000 o governador, com o papel de Tony em West Side Story.
Pouco antes de entrar Il Divo triunfou na Broadway por Rodolfo em La Boheme, de Puccini, nas mãos de Baz Luhrmann (responsável pela montagem de Moulin Rouge). Isso significava trazer um público mais jovem, o mundo dos musicais.
Tenor tornou-se um membros do grupo Il Divo idealizado por Simon Cowell formado em 2004 juntamente com tenor suíço Urs Bühler, o cantor pop francês Sébastien Izambard e o barítono espanhol Carlos Marin. Além de sua experiência musical e destreza, os membros do Il Divo também são reconhecidos por seu impecável gosto em moda, vestir-se quase exclusivamente em ternos Armani, junto com seus olhares bonito.
Como resultado disto, o seu primeiro álbum, chamado Il Divo tornou-se um recorde mundial multiplatinum quando lançado em novembro de 2004, entrando Billboard no número quatro e venda de cinco milhões de cópias em todo o mundo em menos de um ano e bater Robbie Williams a partir do número um spot nas cartas.milhões de cópias em todo o mundo em menos de um ano e bater Robbie Williams a partir do número um spot nas cartas. Seu segundo álbum, Ancora, foi lançado em 7 de novembro de 2005 no Reino Unido. O terceiro álbum do Il Divo, Siempre, foi lançado em 21 de novembro de 2006 nos Estados Unidos e em 27 de novembro de 2006 internacionalmente. Seu mais recente álbum, The Promise, foi lançado em 10 de novembro de 2008.
David Miller é talvez a voz mais operático dos Il Divo, mas isso não impede de ter uma variedade de gostos musicais, que vão desde a Verdi, Tony Braxton, através de techno e dance. Casou-se com a cantora Sarah-Joy Kabanuck em 8 de agosto de 2009 em New York City.